# Ле Розе (Фиренца)
Ле Розе је насеље у Италији у округу Фиренца, региону Тоскана.
Према процени из 2011. у насељу је живело 65 становника. Насеље се налази на надморској висини од 149 м.